# Плата за страх (фильм, 1953)
«Плата за страх» (фр. Le salaire de la peur) — триллер французского режиссёра Анри-Жоржа Клузо, поставленный в 1953 году по одноимённому роману Жоржа Арно. Удостоен высших наград на Берлинском и Каннском фестивалях, а также премии BAFTA за лучший фильм. Признан работой, превосходящей лучшие саспенсы Хичкока. В советском прокате шёл с сокращениями, а в финальную сцену был добавлен закадровый текст о «страшном мире долларов и иллюзорных надежд».
Фильм был колоризован в 1996 году с согласия дочери режиссёра.

## Сюжет
Действие происходит в 1947 году в Гватемале, в районе, где добывают нефть. Начальные сцены разворачиваются в одном из нищих, захолустных посёлков. Помимо метисов и индейцев, в деревне обосновался белый сброд: проходимцы и бродяги всех мастей. Нет серьёзной работы, нет денег, чтобы уехать. Всем заправляет американская нефтяная компания SOC, единственное крупное предприятие в регионе.
Главный герой — Марио (Ив Монтан), мужчина около 30 лет, безработный. Единственная ценность в его доме — билет парижского метрополитена, бережно хранимый под стеклом. Его сосед Луиджи — «типичный итальянец», работает на стройке. Врачи сообщают Луиджи, что если он не сменит климат и работу, то его ждёт неминуемая смерть: в его лёгких огромное количество цементной пыли. В город приезжает бывший гангстер Джо, купивший «билет за пятьдесят долларов», даже не спрашивая пункта назначения. Он завязывает дружбу с Марио. Почти сразу Джо понимает, что попал в дыру, покинуть которую можно только благодаря чуду.
Первые сорок минут фильма герои в основном знакомятся между собой, маются бездельем и провоцируют друг друга на драки. Однако монотонное течение ленты резко меняется при первом упоминании нитроглицерина. Произошла катастрофа: одна из дальних буровых взлетела на воздух. Погибли люди. Потушить гигантский ревущий факел можно только направленным взрывом. Нефтяная компания предлагает работу для четверых добровольцев: доставить два грузовика на аварийную скважину. На старых грузовиках по плохим дорогам предстоит везти жидкий нитроглицерин в канистрах: один толчок — и на месте взрыва останется только огромная яма. За выполнение доставки каждому водителю пообещали серьёзную по тем временам сумму в 2000 американских долларов, поэтому, несмотря на опасность, добровольцами вызвались многие, но в итоге в рейс отправились четверо — Марио, Джо, Луиджи и бывший подрывник Хуан Бимба.
Чтобы получить место за рулём, Джо пытается шантажировать руководителя местного отделения нефтяной компании О’Брайена. Когда это не удаётся, Джо спаивает одного из шофёров, выбранных для поездки, чтобы ехать вместо него.
Экипажи отправляются в путь. В первом грузовике едут Луиджи и Бимба, во втором, на всякий случай выдерживая получасовой отрыв — Джо и Марио. Водители сталкиваются с серией физических и психологических препятствий, включая прозванный «стиральной доской» участок с разбитой, ухабистой дорогой, строительное заграждение, которое им приходится объезжать по полусгнившей, нависшей над пропастью платформе, и перекрывший дорогу упавший валун. Помимо этого, у Джо шалят нервы, у героев начинаются конфликты из-за его растущего страха.
В какой-то момент грузовик Луиджи и Бимбы взрывается. Доехав до места взрыва, Марио и Джо обнаруживают огромный кратер, быстро наполняющийся нефтью из прорванного трубопровода. Джо вынужден выйти из машины, чтобы на ощупь помочь Марио проехать через воронку. Посреди воронки они натыкаются на преграду, Джо падает перед машиной, и Марио, понимая, что, если он остановится, то рискует застрять, не сбавляя ходу, переезжает ногу Джо. Однако машина всё равно застревает. Марио удаётся выбраться из ловушки, но Джо смертельно ранен. Грузовик прибывает на нефтяное месторождение. Водителей встречают как героев, но обнаруживается, что Джо уже мёртв. Марио теряет сознание от усталости и истощения. Придя в себя, он получает двойную оплату за выполненную работу, но отвергает предложение SOC предоставить ему шофёра на обратную дорогу. Он отправляется домой на том же самом грузовике, тем временем в городке его друзья, узнав о его успехе, в ожидании его возвращения устраивают вечеринку. Не имея больше за спиной смертельного груза и уверовав в свою неуязвимость, Марио опрометчиво и азартно лихачит по опасной дороге. Во время резкого поворота он не справляется с управлением, грузовик пробивает ограждение и падает в пропасть. Марио погибает, в это время на вечеринке его девушка Линда теряет сознание.

## В ролях
| Актёр         | Роль          |
| ------------- | ------------- |
| Ив Монтан     | Марио         |
| Шарль Ванель  | Джо           |
| Фолько Лулли  | Луиджи        |
| Питер ван Эйк | Бимба         |
| Вера Клузо    | Линда         |
| Уильям Таббс  | Билл О'Брайен |
| Дарио Морено  | Эрнандес      |

## Работа над фильмом
Действие фильма происходит в Центральной Америке (в частности, в Гватемале), поэтому Анри-Жорж Клузо изначально хотел снимать фильм именно там. Однако ранее побывав в Рио, Ив Монтан отказался участвовать там в съёмках. Затем Клузо предложил снимать фильм в Испании, от чего сам впоследствии и  отказался из-за явного отвращения к режиму Франко. В итоге режиссёр сдался и снял фильм на юге Франции, построив декорации в Камарге и использовав бамбуковый сад в Севенне для изображения пышной растительности.
Кладбище, построенное для съёмок близ Марселя (мимо него проезжают грузовики), существует до сих пор. В фильме задействовано два грузовика — «Додж» T110 грузоподъёмностью 3 тонны, выпускавшийся канадским отделением фирмы «Крайслер», и трёхосный «Уайт-666» (также выпускался под марками «Брокуэй», «Корбитт», FWD, «Уорд ля Франс») грузоподъёмностью 6 тонн (а не 10, как упоминается в фильме).
Знакомясь, Джо и Марио насвистывают "Валентину" — скабрезную песенку, написанную в 1925 году специально для Мориса Шевалье.

## Ремейки
Под впечатлением от международного успеха фильма «Плата за страх» было снято три американских ремейка: «Адская дорога» (англ. Violent Road, 1958, режиссёр Говард Кох), «Колдун» (англ. Sorcerer, 1977, режиссёр Уильям Фридкин) и «Ледяной драйв» (англ. The Ice Road, 2021, режиссёр Джонатан Хенсли). В фильме 1958 года шофёры везут на трёх машинах компоненты ракетного топлива — азотную кислоту, пероксид водорода и гидразин. Одним из шофёров является изобретатель нового состава топлива. В фильме «Колдун» опасным грузом являются просроченные динамитные шашки, из которых выделяется нитроглицерин, скапливаясь на дне бумажных упаковочных пакетов. В фильме Ледяная дорога действия происходят на севере Канады. Ненадёжный апрельский лёд, вес грузовика — 34 тонны. Проехать по замёрзшей поверхности озера возможно только на определенной скорости, а остановка или ускорение означают верную смерть. Но именно такая задача стоит перед колонной грузовиков — только они могут спасти людей, оказавшихся в обрушившейся алмазной шахте.
В апреле 2023 года компания Netflix объявила, что работает над ремейком фильма. Режиссёром выступит Жюльен Леклерк. Премьера фильма состоится в 2024 году. 